# Campeonato Mundial de Ginástica Acrobática de 2012
O 23º Campeonato Mundial de Ginástica Acrobática foi organizado pela Federação Internacional de Ginástica nos dias 16 a 18 de abril de 2012, em Lake Buena Vista, nos Estados Unidos. Foram disputados 5 eventos nas categorias feminino, masculino e misto.

## Quadro de medalhas
O quadro de medalhas foi publicado.
| Ordem | País         | Medalha de ouro | Medalha de prata | Medalha de bronze | Total |
| ----- | ------------ | --------------- | ---------------- | ----------------- | ----- |
| 1     | Rússia       | 2               | 1                | 1                 | 4     |
| 2     | Grã-Bretanha | 1               | 1                | 1                 | 3     |
| 3     | Bélgica      | 1               | 1                | 0                 | 2     |
| 4     | Ucrânia      | 1               | 0                | 1                 | 2     |
| 5     | China        | 1               | 0                | 0                 | 1     |
| 6     | Bielorrússia | 0               | 1                | 2                 | 3     |
| Total | Total        | 6               | 4                | 5                 | 15    |

## Medalhistas
| Evento                    | Ouro | Ouro   | Prata                                                                  | Prata   | Bronze                                                                         | Bronze |
| Dupla masculina detalhes  | RUS Rússia Konstantin Pilipchuk Alexei Dudchenko                                                                          | 28.653 | GBR Grã-Bretanha Edward Upcott Adam McAssey                            | 28.552  | BLR Bielorrússia Ruslan Fedchanka Yauheni Kalachou                             | 27.903 |
| Equipe masculina detalhes | GBR Grã-Bretanha Dorian Walker Jesse Heskett Matthew Evison Richard HurstCHN China Tang Jian Wang Lei Zhou Yi Wu Yeqiuyin | 28.850 | Nenhuma                                                                | Nenhuma | RUS Rússia Valentin Chetverkin Maksim Chulkov Anton Danchenko Dmitry Bryzgalov | 27.704 |
| Dupla feminina detalhes   | UKR Ucrânia Anastasiya Melnychenko Kateryna Sytnikova                                                                     | 28.259 | BLR Bielorrússia Yana Yanusik Sviatlana Mikhnevich                     | 27.853  | GBR Grã-Bretanha Poppy Spalding Alanna Baker                                   | 27.800 |
| Equipe feminina detalhes  | RUS Rússia Aigul Shaikhutdinova Ekaterina Stroynova Ekaterina Loginova                                                    | 28.653 | BEL Bélgica Sanne van Overberghe Lara Schollier Camille van Betsbrugge | 28.054  | BLR Bielorrússia Yuliya Khrypach Hanna Kobyzeva Julia Kovalenko                | 27.601 |
| Dupla mista detalhes      | BEL Bélgica Nicolas Vleeshouwers Laure De Pryck                                                                           | 28.520 | RUS Rússia Tatiana Okulova Revaz Gurgenidze                            | 28.453  | UKR Ucrânia Inna Batuyeva Denys Iasynskyi                                      | 28.308 |

## Resultados

### Dupla masculina
Os resultados finais foram os seguintes.
| Posição           | Equipe                                 | Nacionalidade | Pontos |
| ----------------- | -------------------------------------- | ------------- | ------ |
| Medalha de ouro   | Konstantin Pilipchuk, Alexei Dudchenko | Rússia        | 28.653 |
| Medalha de prata  | Edward Upcott, Adam McAssey            | Grã-Bretanha  | 28.552 |
| Medalha de bronze | Ruslan Fedchanka, Yauheni Kalachou     | Bielorrússia  | 27.903 |
| 4                 | Iaroslav Pulin, Dmytro Tarasenko       | Ucrânia       | 27.861 |
| 5                 | Chen Hongen, Yang Hengyi               | China         | 27.553 |
| 6                 | Blagovest Karadzhov, Marti Milanov     | Bulgária      | 26.650 |

### Equipe masculina
Os resultados finais foram os seguintes.
| Posição           | Equipe                                                                 | Nacionalidade | Pontos |
| ----------------- | ---------------------------------------------------------------------- | ------------- | ------ |
| Medalha de ouro   | Dorian Walker, Jesse Heskett, Matthew Evison, Richard Hurst            | Grã-Bretanha  | 28.050 |
| Medalha de ouro   | Tang Jian, Wang Lei, Zhou Yi, Wu Yeqiuyin                              | China         | 28.050 |
| Medalha de bronze | Valentin Chetverkin, Maksim Chulkov, Anton Danchenko, Dmitry Bryzgalov | Rússia        | 27.704 |
| 4                 | Yuriy Skits, Daniil Biriukov, Roman Onysko, Dmytro Osin                | Ucrânia       | 27.410 |
| 5                 | Tom Boons, Sebastian Boucquey, Arne Van Gelder, Kevin De Meyer         | Bélgica       | 27.370 |
| 6                 | Kiryl Zhdanovich, Eduard Vauchetski, Kiryl Shatau, Artsiom Khvalko     | Bielorrússia  | 26.970 |

### Dupla feminina
Os resultados finais foram os seguintes.
| Posição           | Equipe                                     | Nacionalidade  | Pontos |
| ----------------- | ------------------------------------------ | -------------- | ------ |
| Medalha de ouro   | Anastasiya Melnychenko, Kateryna Sytnikova | Ucrânia        | 28.259 |
| Medalha de prata  | Yana Yanusik, Sviatlana Mikhnevich         | Bielorrússia   | 27.853 |
| Medalha de bronze | Poppy Spalding, Alanna Baker               | Grã-Bretanha   | 27.800 |
| 4                 | Valentina Kim, Elizaveta Dubrovina         | Rússia         | 27.510 |
| 5                 | Beth Landeche, Nicole Barrilleaux          | Estados Unidos | 26.956 |
| 6                 | Aleksandra Bialas, Katarzyna Chlebisz      | Polónia        | 26.330 |

### Equipe feminina
Os resultados finais foram os seguintes.
| Posição           | Equipe                                                        | Nacionalidade  | Pontos |
| ----------------- | ------------------------------------------------------------- | -------------- | ------ |
| Medalha de ouro   | Aigul Shaikhutdinova, Ekaterina Stroynova, Ekaterina Loginova | Rússia         | 28.653 |
| Medalha de prata  | Sanne van Overberghe, Lara Schollier, Camille van Betsbrugge  | Bélgica        | 28.054 |
| Medalha de bronze | Yuliya Khrypach, Hanna Kobyzeva, Julia Kovalenko              | Bielorrússia   | 27.601 |
| 4                 | Kinga Beker, Kinga Grzeskow, Kamila Kowalska                  | Polónia        | 27.153 |
| 5                 | Annelise Olsson, Ingrid Dunkerley, Melanie Byrne              | Austrália      | 26.950 |
| 6                 | Ana Catarina Pereira, Leonor Piqueiro, Daniela Leal           | Portugal       | 26.910 |
| 7                 | Sienna Colbert, Holli Morris, Crystal Johnston                | Estados Unidos | 26.890 |
| 8                 | Liliana Walduck, Casey Morrison, Amber Campbell-White         | Grã-Bretanha   | 26.104 |

### Dupla mista
Os resultados finais foram os seguintes.
| Posição           | Equipe                                | Nacionalidade  | Pontos |
| ----------------- | ------------------------------------- | -------------- | ------ |
| Medalha de ouro   | Nicolas Vleeshouwers, Laure De Pryck  | Bélgica        | 28.520 |
| Medalha de prata  | Tatiana Okulova, Revaz Gurgenidze     | Rússia         | 28.453 |
| Medalha de bronze | Inna Batuyeva, Denys Iasynskyi        | Ucrânia        | 28.308 |
| 4                 | Shen Yunyun, Liu Qi                   | China          | 28.158 |
| 5                 | Vitaliy Kovalenko, Karina Shokubayeva | Cazaquistão    | 27.890 |
| 6                 | Gonçalo Roque, Sofia Rolão            | Portugal       | 27.520 |
| 7                 | Christopher McGreevy, Emily McCarthy  | Grã-Bretanha   | 27.440 |
| 8                 | Kelianne Stankus, Dylan Maurer        | Estados Unidos | 25.990 |